# Nintendo Switch Sports
『Nintendo Switch Sports』（ニンテンドースイッチスポーツ）は、任天堂より2022年4月29日に発売されたNintendo Switch専用ゲームソフト。

## 概要
「Wii Sports」「Wii Sports Resort」「Wii Sports Club」に次ぐ『Wii Sports シリーズ』の第4作目として2022年2月10日配信の「Nintendo Direct 2022.2.10」で発表された。従来の『Wii Sports』シリーズのWiiリモコン操作に代わり、Joy-Conで操作する体感型のスポーツゲーム。オンライン対戦に対応している。発売当初はテニス・ボウリング・チャンバラ・サッカー・バドミントン・バレーボールの6種目が収録されていたが、2022年11月29日のアップデートでゴルフが、2024年7月10日のアップデートでバスケットボールが追加された。
操作キャラクターとして、本作から登場するスポーツメイツに対応しているほか、本体に登録したMiiを使用することもできる。
サッカーでは、レッグバンドでJoy-Conを腿に付けてのプレイにも対応している。
なお、Nintendo Switch Liteで本ゲームをプレイすることは出来ない。

## 収録スポーツ
収録されているスポーツの数は6種目（アップデートで追加されたものを含むと8種目）となっている。
また本作では「プロ認定」という物が存在しオンライン戦をすることにより「ランク」が上がっていく。前作の「熟練度」のようなシステムである。ランクはEからスタートしてE+、D-、Dと上がっていき、A、そしてその上であるSと∞(インフィニティ)がある。全てのスポーツでAランクを取ると特別な肩書きがもらえる。なお、ランクは昇格もあれば降格もあり、ランクが高くなればなるほど負けた時のゲージの減りが早く、降格も起こりやすい。またランクは全てのスポーツにおいて適用されるがランク制度自体を休止することも可能であり、プレイヤー自身が競技別にメニューから休止することも可能。

### バレーボール
本作より初登場。Joy-Conをレシーブ、トス、スパイク、ブロックする際に使用する。レシーブの時はJoy-Conを前に突き出す。トスやブロックの時はJoy-Conを上に上げる。スパイクの時はJoy-Conを振りかざす。タイミング良く動作することが重要となる。先に5点取ったチームの方が勝ちであるが、4−4になった場合はデュースが適用され、先に2点差つけた方が勝ちとなる。ただし6-6になったときは両者マッチポイントとなり、次に得点した方の勝利となる。また、2022年7月27日配信の更新データ（Ver. 1.2.0）からはブロード攻撃とロケットサーブが追加された。

### バドミントン
本作より初登場。Joy-Conをバドミントンのラケットに見立て、シャトルを打ち合う。ZRボタンやZLボタンでドロップショットを打つことができる。左右に打ち分けることや上下に振りかざすことでラケットを上手にコントロールすることが重要である。先に5点取った方が勝ちであるが、4−4になった場合はデュースが適用され、先に2点差つけた方が勝ちとなる。ただし6-6になったときは両者マッチポイントとなり、次に得点した方の勝利となる。

### ボウリング
前作『Wii Sports Resort』に引き続き収録。Joy-Conを振ることで実際にボールを投げるように遊ぶ。振る強さ、ひねり具合、ZRボタン（ZLボタン）を離すタイミングで様々な変化球が投げられる。また、前作まであった100ピンボウリングは廃止されたが、今作から新たに障害物を超え高スコアを狙うスペシャルレーンが追加された。
近くの人と遊ぶモードでは実際と同じく10フレーム分プレイするが、世界の人と遊ぶ対戦モードでは「サバイバルボウリング」となり、3フレーム目、6フレーム目、9フレーム目、最後10フレーム目でそれぞれ点数上位から勝ち残り制になる。当然スペアやストライクによる点数反映もあるが、サバイバルボウリングの場合は3フレーム目や6フレーム目などでスペアやストライクを出しても点数のボーナスが反映されないケースも出てしまう。
スペシャルレーンは初級、中級、上級とあり、さらに様々な障害物があるレーンになる。ただ最後の10フレーム目はスタンダードな何も障害物がないレーンになる。

### サッカー
本作より初登場。Joy-ConがLとRの2本両方必要となる。Lでプレイヤーを操作し、Rでプレイヤーの足を操作する。（右利きの場合）ZLボタンでプレイヤーがダッシュする。またBボタンでプレイヤーがジャンプする。上手くJoy-Con2本をコントロールしてゴールを狙う。なおJoy-ConはRだけではなく、Lでも振れば足を振ることが可能。またJoy-Conを2本同時に振り下ろせば、ダイビングヘッドができる。なおダイビングヘッドやダッシュはスタミナゲージが切れるとゲージが一定数回復するまで使えなくなってしまう。
世界の人と遊ぶ対戦モードは4人1チームとなって対戦する。それぞれのプレイヤーが協力してゴールを目指す。3分間対戦して点数が多いチームの方が勝利である。ただし、2点差つけられた時にはゴールデンボールが登場し、入れると点数が2点入るという仕組みである。4点差つけられた場合はノックアウトとなり試合が強制終了され、自動的に4点差つけた方が勝ちである。一方で3分間対戦しても同点の場合は延長戦に突入し、先にゴールした方が勝ちとなる。また延長戦の場合はゴールの範囲が広くなる。しかし延長戦でも3分間点数が入らない場合はカウントダウン後強制終了となり、両チーム引き分けとなる。
近くの人と遊ぶモードでは先述した対戦方法以外にも、1vs1やフリー練習、レッグバンドを使うことで実際に蹴っている動作でボールを操作することができるシュート対決がある。また、2022年7月27日配信の更新データ（Ver. 1.2.0）からは1vs1や4vs4でもレッグバンド操作が使えるようになった。

### チャンバラ
前作『Wii Sports Resort』に引き続き収録。Joy-Conを剣に見立てて振って遊ぶ。ZRボタン（ZLボタン）を押している間は防御の構えになり、相手の剣と自分の剣が垂直になるように攻撃を受けると防御が成功する。攻撃を防御された方はよろめいて隙ができてしまう。また、Joy-Conを前へ突き出すことで「突き」も可能。
一対一でお互い向かい合ってスポーツチャンバラのような形式で勝負する。本家のスポーツチャンバラでは相手の体に一撃入れた時点で勝敗が決するが、このゲームでは相手に攻撃を当てて後退させ、場外に落としリングアウトさせれば勝利となる。大きく振りかぶると攻撃を当てた時の威力も高くなり、相手は大きく後退する。三本勝負で二本先取すると勝利。制限時間があるので、引き分けになることもある。その結果、三本で勝敗が決しないと通常よりも狭くなったステージで最終決戦を行う。一撃二撃当てれば勝負がついてしまう程にステージが狭くなっているが、それでも勝負がつかない場合は引き分けで終わる。
剣はカタナ、チャージカタナ、ツインカタナの3種類ある。カタナは特段特別な機能はないが、通常時の与えるダメージはどの剣よりも強い。チャージカタナは防御すると力がチャージされて、満タンの時にRボタンを押しながら振るとチャージ斬りという大ダメージを与えることができる。ただ通常時のダメージはカタナよりは少なめ。ツインカタナはJoy-Conを2本使用する。2本することで相手を翻弄しながら攻撃できる。Joy-Conを2本同時に振り下ろすと回転斬りという技ができ、大ダメージを与えることができる。ただし、ツインだからといって防御と攻撃を同時にすることはできない。

### テニス
『Wii Sports』以来の収録。Joy-Conをテニスのラケットに見立て、ボールを打ち合う。 ルールは実際のテニスのダブルスとほぼ同じ。世界の人と遊ぶ場合は7点先取制。もし6−6になった時はデュースが適用されて、先に2点差つけた方が勝ちとなる。ただし9−9になってしまった時はどちらもマッチポイントとなり、10点目を取った方が勝利になる。近くの人と遊ぶモードでは最大3ゲーム先取で勝ちになる。この場合は実際のテニスと同じ点数制度が適用される。
最初は前衛も後衛も両方操作する（Joy-Conを振ると、前衛と後衛の二人が同時にラケットを振る）設定になっている。ポジション移動は自動的に行われ、プレイヤーはJoy-Conを振ってボールを打つだけ、という簡単な操作になっているが、スイングのタイミングによる左右の打ち分けや、手首のひねりによりトップスピン、スライスの使い分け、ロブを打ち上げるなど、細かい操作も可能である。また、サーブを打つ前にトスを上げるが、この時一番高い打点でボールを打つと高速サーブになる。
なお、コートは土、芝生、ハードの3つがある。ただしこれは全てランダムで選択され、プレイヤーが選ぶことはできない。

### ゴルフ
前作『Wii Sports Resort』に引き続き収録。Joy-Conをゴルフクラブに見立てて遊ぶ。2022年11月29日配信の更新データ（Ver. 1.3.0）から追加された。シリーズに収録されていた21種類のホールがある。
Yボタン（十字ボタン上）で構え、スティックで角度を調整し、Joy-Conを振ってボールを打つ。ゴルフクラブの種類や打つ強さによって飛距離が変わってくる。
世界の人と遊ぶ対戦モードでは「サバイバルゴルフ」となり、2ホール目、4ホール目、最後5ホール目でそれぞれ点数上位から勝ち残り制となる。(ホールは全てランダムで選ばれる)一方で決勝戦終了時に1位のプレイヤーが2人以上いた場合は「ニアピン対決」となり、1打目を打ってゴールまで一番近かったプレイヤーが勝利となる。
近くの人と遊ぶモードでは、ホールを指定して遊ぶこともできる。また、ある程度の力の加減や曲がり具合を補正してくれるアシスト機能を利用できる。

### バスケットボール
前作『Wii Sports Resort』に引き続き収録。Joy-Conを振ることで実際にボールを投げるように遊ぶ。2024年7月10日配信の更新データ（Ver. 1.5.0）から追加された。なお、前作の試合は3on3だったが、本作では2on2に変更された。